# Sant Pere de l'Ametlla
Sant Pere de l'Ametlla és l'església parroquial del nucli de l'Ametlla de Segarra, al municipi de Montoliu de Segarra (Segarra), inclosa a l'Inventari del Patrimoni Arquitectònic de Catalunya.

## Descripció
Església situada dins del nucli urbà, adossada a l'antiga rectoria pel mur de ponent, oberta a una plaça i envoltada per l'antic cementiri del poble. L'edifici se'ns presenta d'una nau amb volta de canó apuntada, capçada per un absis sobrealçat semicircular, a llevant i una torre campanar que sobresurt de la façana principal. La coberta exterior de l'edifici és a doble vessant, l'absis és de quart d'esfera apuntada, i a quatre vessants, la torre campanar. A la façana principal, situada al mur de ponent, s'obre la porta d'accés, estructurada a partir d'un arc de mig punt adovellat amb arquivolta sostinguda per columnes i capitells refets modernament, igualment com passa en el guardapols bisellat, disposat damunt seu. Per sobre de la porta d'accés, hi ha un òcul. A l'angle d'aquesta façana principal, s'aixeca el campanar de torre, d'estructura quadrada, amb quatre ulls, estructurats amb arc de mig punt, disposats sota un rellotge, i corona, un pinacle. Finalment, capçada a llevant se situa l'absis, coronat per un fris de mènsules que alternen relleus en forma de bola i franges horitzontals, que sustenten una cornisa motllurada, protegida per un ràfec de teula. Dues filades més avall d'aquest, hi ha una línia de forats de bastida disposats regularment a mode decoratiu. Destaquem, també l'obertura de l'absis d'una finestra d'arc de mig punt monolític que presenta una arquivolta amb impostes i columnetes cisellades a la pedra. A l'interior de l'edifici, un arc presbiteral comunica l'absis amb la nau i també disposa de dues petites capelles, obertes ambdós murs laterals, tant a llevant com a ponent. En aquest mateix mur de ponent hi ha una porta per la qual s'accedeix a la sagristia, i també disposa d'una escala que puja al cor, des d'on s'accedeix a la torre campanar de l'edifici. L'obra presenta un aparell de carreu segarrenc o carreuó irregular de pedra del país, disposat amb filades.

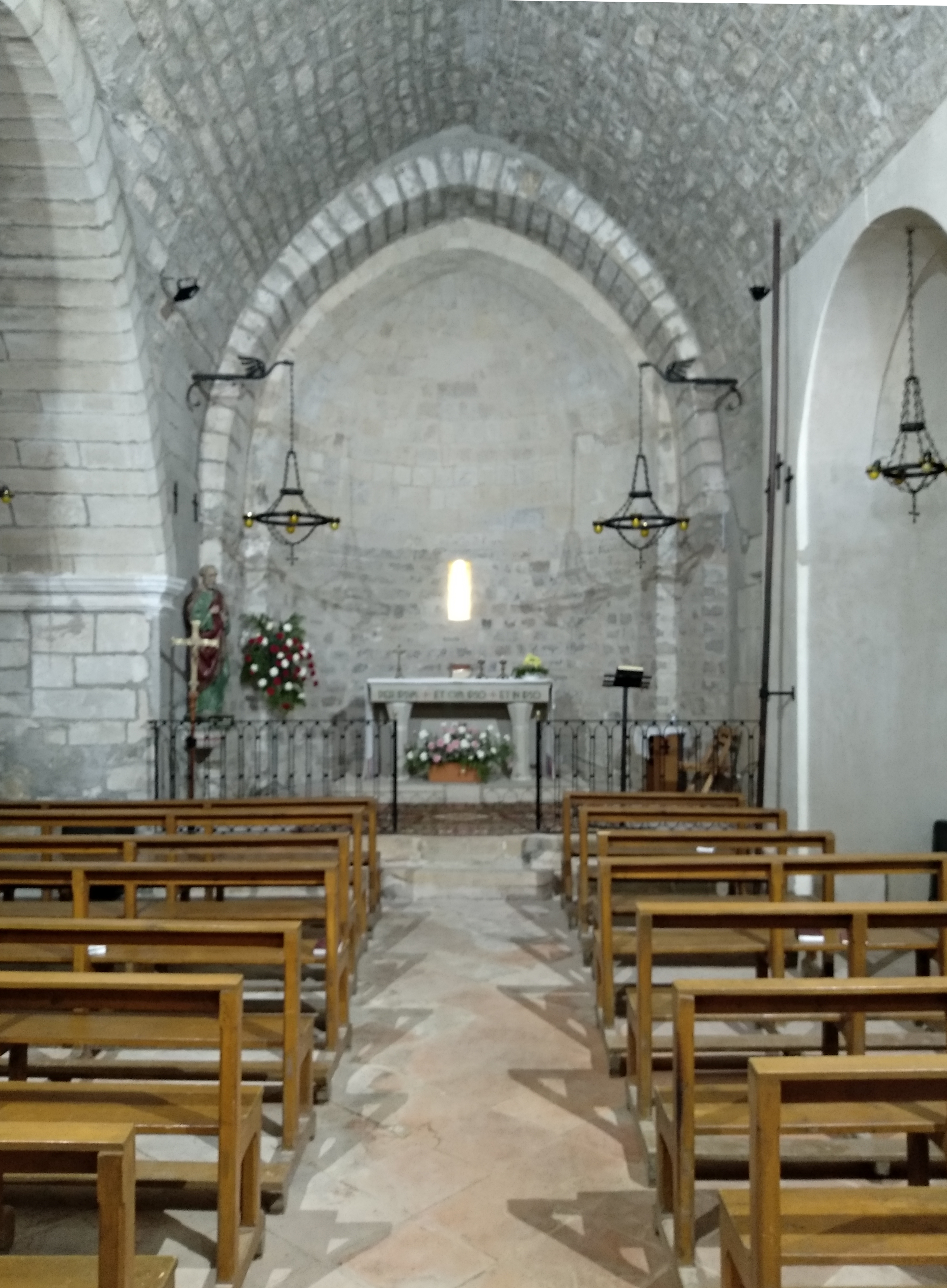
L'interior de l'església.

Adossada a aquesta església trobem l'antiga rectoria del poble, que es comunica interiorment amb la sagristia de l'església mitjançant una porta oberta al mur de llevant, actualment reconvertida en habitatge particular, de planta rectangular, estructurat en planta baixa i primer pis, i corona la façana principal, una cornisa decorada amb sanefa disposada a cantells de maó. A un costat de la façana principal es disposa la porta d'accés d'arc de mig punt adovellat. Al primer pis de l'edifici, destaquem l'estructura d'una antiga finestra, allargada modernament i transformada en balcó. Aquesta presenta una decoració en relleu ondulat sobre la llinda monolítica i brancals bisellats. Aquesta rectoria presenta un parament paredat de pedra del país i també, carreus de pedra picada disposats a la porta d'accés, així com, a part de l'estructura del balcó del primer pis.

## Història
L'església de Sant Pere de l'Ametlla consta per primera vegada en les relacions de parròquies del bisbat de Vic dels segles xi i xii, amb el nom d'"Amenla".
Al segle xiii apareix en una deixa testamentària. El 1427 aquesta església va patir els efectes dels terratrèmols, conservant-se però part de l'estructura romànica. D'aquest moment del segle xv datarien bona part de les reformes dutes a terme a l'edifici.
L'Ametlla va mantenir-se dins la jurisdicció del bisbat de Vic fins al 1957, any en què es vinculà a la diòcesi de Solsona.